# Liste der denkmalgeschützten Objekte in Pfaffstätt
Die Liste der denkmalgeschützten Objekte in Pfaffstätt enthält die denkmalgeschützten, unbeweglichen Objekte der Gemeinde Pfaffstätt im Bezirk Braunau am Inn.

## Denkmäler
| Foto |                 | Denkmal                                                                                 | Standort                                | Beschreibung | Metadaten |
| ---- | --------------- | --------------------------------------------------------------------------------------- | --------------------------------------- | --- | --- |
| ja   | Datei hochladen | Burgstall Siedelberg HERIS-ID: 42117 Objekt-ID: 42692                                   | Standort KG: Pfaffstätt                 | Auf einer vorspringenden Zunge am Siedelberg wurden Reste einer aller Wahrscheinlichkeit nach frühmittelalterlichen Wehranlage dokumentiert, die jedoch keine Burg im Sinne eines Adelssitzes gewesen sein dürfte. Funde aus den Ungarnkriegen lassen eine Bewehrung zu dieser Zeit als plausibel erscheinen. | BDA-Hist.: Q38002855 Status: Bescheid Stand der BDA-Liste: 2025-06-30 Name: Burgstall Siedelberg GstNr.: 964/61, 964/74 Burgstall Siedelberg                                           |
| ja   | Datei hochladen | Kath. Pfarrkirche hl. Johannes der Täufer und Friedhof HERIS-ID: 52482 Objekt-ID: 59355 | Kirchenplatz Standort KG: Pfaffstätt    | Eine einschiffige gotische Kirche, die im Inneren barockisiert wurde. | BDA-Hist.: Q26695936 Status: § 2a Stand der BDA-Liste: 2025-06-30 Name: Kath. Pfarrkirche hl. Johannes der Täufer und Friedhof GstNr.: 75, 79/6, 80/1, .1, 79/2 Pfarrkirche Pfaffstätt |
| ja   | Datei hochladen | Schloss Pfaffstätt HERIS-ID: 38377 Objekt-ID: 37922                                     | Schlossweg 1 Standort KG: Pfaffstätt    | Eine frühere Wehranlage war auf dem Siedelberg zu finden. Die Burganlage im Tal dürfte als Wasserburg zu Beginn des 16. Jahrhunderts angelegt worden sei. Das heutige Aussehen geht auf den Beginn des 18. Jahrhunderts zurück. Weitere Umbauten erfolgten Anfang des 20. Jahrhunderts.                       | BDA-Hist.: Q2242898 Status: Bescheid Stand der BDA-Liste: 2025-06-30 Name: Schloss Pfaffstätt GstNr.: 1175 Schloss Pfaffstätt                                                          |
| ja   | Datei hochladen | Hügelgräberfeld Siedelberg I HERIS-ID: 38378 Objekt-ID: 37923                           | Flur Siedelberg Standort KG: Pfaffstätt | | BDA-Hist.: Q37980776 Status: Bescheid Stand der BDA-Liste: 2025-06-30 Name: Hügelgräberfeld Siedelberg I GstNr.: 964/21, 964/22                                                        |